# Édouard Moyse

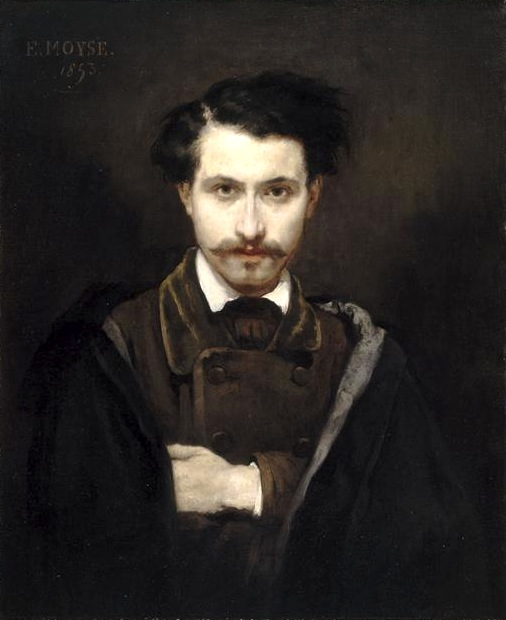
Selbstporträt, 1853, Musée d’art et d’histoire du Judaïsme, Paris

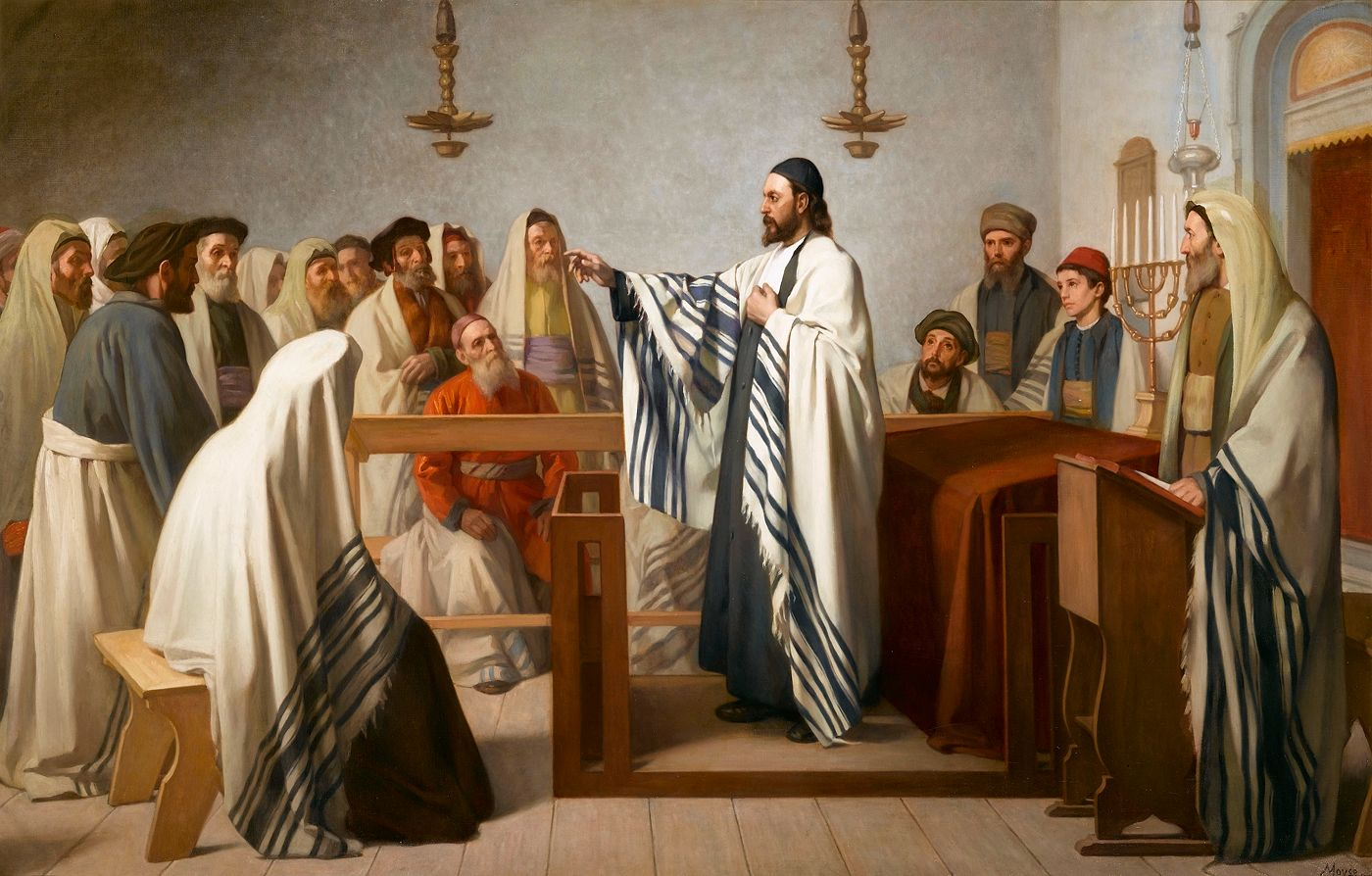
Predigt in einem israelitischen Gebetsraum, 1897, 110 × 168,5 cm, Musée d’art et d’histoire du Judaïsme

Édouard Moyse (geboren als Édouard Abraham am 27. November 1827 in Nancy; gestorben am 1. Juni 1908 in Paris) war ein französischer Genre- und Historienmaler, Porträtist, Graveur und Illustrator, der das jüdische Leben und auch die christliche Glaubenspraxis ins Zentrum seines Schaffens stellte.

## Leben
Édouard Moyse wurde in Nancy als Sohn eines Kaufmanns geboren. Als erster Maler in Frankreich wagte er es, das religiöse Leben von Juden seiner Zeit am Salon de Paris zu zeigen. Die Beharrlichkeit, die er dabei an den Tag legte, brachte ihm den Beinamen „le peintre des rabbins“ (der Maler der Rabbiner) ein.
Das von Moyse dargestellte Judentum stand in der neu begründeten Tradition der jüdischen Emanzipation. Dieses auf seine konfessionelle Dimension begrenzte Judentum wurde auch als Israélitisme bezeichnet, dabei zeigte Moyse auch die häusliche Seite des jüdischen Alltagslebens. Gerne malte er auch mit Pastellfarben. Diese Technik wandte er auf seiner Algerienreise an, wo er sich 1861 in Miliana aufhielt. Dort malte er den Unterricht in der jüdischen Schule.
Dem Musée des Beaux-Arts de Nancy schenkte er das großformatige Gemälde La Leçon de Talmud (dt. Die Talmudstunde) von 1881. Dies zeigt aber auch, dass Moyse Schwierigkeiten hatte, für seine Werke Käufer zu finden. Auch jüdische Sammler waren zurückhaltend. Moyse malte deshalb auch Porträts von Anwälten, Musikern und Kirchenmännern. Im Gemälde Une famille juive insultée par les truands (dt. Eine jüdische Familie wird von Gaunern beschimpft) von 1895, das historisch im Mittelalter angesiedelt ist, thematisiert Moyse, nach dem Urteil seiner Zeitgenossen, den Antisemitismus eines Édouard Drumont.